# سلمان خان (تربوي)
سلمان خان (بالبنغالية: সলমান খান، من مواليد 1977) ويعرف بسال خان (ٍSal Khan) بأميركا، هو تربوي أمريكي مؤسس أكاديمية خان، وهي منصة تعليمية مجانية على الإنترنت وغير هادفة للربح. قام بإنتاج ما يزيد عن 2200 شريط توضيح فيديو في منزله لمجموعة واسعة من فروع العلم والمعرفة وبتركيز على مواضيع الرياضيات والعلوم كالفيزياء والكيمياء والأحياء وغيرها. وقد لاقت شعبية واسعة إذ جذبت قناته الرسمية المسماة «قناة أكاديمية خان»، أكثر من 45 مليون مشاهد بحسب إحصائيات مارس 2011.

## معلومات عامة
ولد سلمان خان ونشأ في نيو أورليانز بولاية لويزيانا من قبل أبوين مهاجرين من باريسال وبنغلاديش وكلكتا في الهند. يحمل خان ثلاث درجات من معهد ماساشوستس للتكنولوجيا وهي درجة البكالوريوس في الرياضيات، ودرجة البكالوريوس في الهندسة الكهربائية وعلوم الحاسب الآلي، وشهادة الماجستير في الهندسة الكهربائية وعلوم الحاسب الآلي. وهو حاصل أيضا على درجة الماجستير من كلية هارفارد للأعمال.

## أكاديمية خان
في أواخر عام 2004، بدأ خان بتدريس ابنة عمه نادية مادة الرياضيات عبر الإنترنت باستخدام «مفكرة دودل» على موقع ياهو!. وعندما طلب المزيد من أقاربه وأصدقاءه المساعدة، قرر توزيع الدروس على موقع يوتيوب لكونها أكثر إفادة وعملية لهذا إنشاء حساب يوتيوب في 16 نوفمبر 2006. وبسبب شعبية الفيديوات المعروضة وشهادات التقدير التي تلقاها من الطلاب، قرر خان ترك عمله كمحلل صناديق التحوط في أواخر عام 2009 والتفرغ على تطوير قناة أكاديمية خان على يوتيوب بدوام كامل.
أثبتت أفلامه شعبية كبيرة، وكان معدل جذب لكل منها أكثر من 20,000 زياره بالمتوسط. جذب أسلوبه البسيط والسلس والمريح طلابا من جميع أنحاء العالم.
أوجز خان مهمته بـ«تسريع عملية تعلم الطلاب من جميع الأعمار، لهذا، نريد تقديم هذا المحتوى لأي شخص يجده مفيد.» ويخطط في توسيع مشروعه لتغطية مواضيع مثل اللغة الإنجليزية والتاريخ. ويتم تنفيذ برامج لاستخدام فيديوات خان لتعليم طلاب في مناطق معزولة من أفريقيا وآسيا. وكان قد حدد ودوافعه بـ:
بالقليل من جهدي الخاص، باستطاعتي تمكين كمية غير محدودة من الناس في جميع الأوقات. لا أستطيع تخيل أي استخدام أفضل لوقتي.

## الشهرة
ظهر سلمان خان في برنامج بي بي أس نيوز أور،  على شاشة السي إن إن،  والإذاعة الوطنية العامة. في عام 2009، حصلت أكاديمية خان على جائزة مايكروسوفت للتقنية التعليمية. في عام 2010، قدمت جوجل مبلغ 2 مليون دولار لدعم خلق مزيد من المساقات ولتتيح للأكاديمية بترجمة محتويات مكتبتها الأساسية إلى اللغات الأكثر انتشارا في العالم. في أكتوبر 2010، وتعادل خان في المركز ال34 في لائحة فورتشن السنوية«40 تحت 40»، وهي قائمة ترتب 40 شخصية تحت عمر الاربعين والذين يعتبروا من النجوم الصاعدة في العالم.
في مارس 2011، دعي سلمان خان للتحدث في تيد من قبل بيل غيتس الذي يقول بأنه يستخدم فيديوات أكاديمية خان لتعليم أولاده.

## وصلات خارجية
- أكاديمية خان، أسئلة وأجوبة
- فيديو أكاديمية خان التعليمية على موقع يوتيوب